# Инопланетянин
Инопланетя́нин, прише́лец (с других планет, из космоса), «чужо́й» (англ. alien) — гипотетическое разумное существо внеземного происхождения, персонаж массовой культуры, в том числе художественных произведений, уфологии, конспирологии (в частности, о вторжении инопланетян) и некоторых новых религиозных движений.
Современная наука не имеет никаких наблюдательных оснований утверждать, что инопланетяне существуют и тем более — присутствуют на Земле; в то же время не существует научных оснований считать, что жизнь или разум на Земле уникальны и больше во Вселенной их нигде нет; сама возможность посещения Земли инопланетянами не исключена. Это предполагаемое противоречие называется парадоксом Ферми. Согласно популярным представлениям, инопланетяне посещают или посещали Землю, взаимодействуют с людьми, но смогли не оставить никаких прямых или косвенных следов своего присутствия. Возможно, они обладают недоступными людям технологиями, работающими на иных принципах, и земными средствами их обнаружить нельзя. В таком случае их следует рассматривать как чайник Рассела.
Представления об инопланетянах в массовой культуре являются современными мифами, связанными с внерелигиозными верованиями, составляют мифологию космического века.
Термин «инопланетяне» придуман одним из основоположников советской научной фантастики Александром Казанцевым.

## Возможность существования и визитов
Во Вселенной за пределам Земли может существовать жизнь, некоторые формы которой могут быть разумными. Велика вероятность, что среди секстиллионов звёзд в миллиардах галактик наблюдаемой Вселенной существует множество планет, условия на которых близки к земным. Есть большие шансы, что, по крайней мере, на некоторых из них зародилась и эволюционировала жизнь. Однако не обязательно, что эта эволюция привела к появлению развитой цивилизации. Возможно, что человечество уникально во Вселенной. Самая близкая к Земле звездная система Альфа Центавра, находится от нас на расстоянии свыше 4 световых лет, то есть около 39 трлн км. Один из самых быстрых аппаратов, космический корабль Voyager, двигаясь со скоростью 64 тыс. км/час, смог бы достичь Альфы Центавра за 60 тыс. лет. Маловероятно, чтобы сигнал, посылаемый в любом направлении с какой-то планеты, шёл бы по пути к другой обитаемой планете. Бессмысленно изучать космос в поисках разумной жизни, не зная точно, где её нужно искать. Ожидание получения сигналов может потребовать времени, превышающее время существования жизни на планете. Гипотетический сигнал будет двигаться к Земле сотни, тысячи лет или более долгое время, и к тому времени, когда земная аппаратура его получит, пославшая его планета может быть уже необитаемой.
Межзвёздные путешествия имеют серьёзные технические препятствия и требуют чрезвычайно много времени для перелёта. Необходимо научиться сохранять человеческий организм живым в течение нескольких сотен или тысяч лет. Потребуется техника, которая сможет работать сотни или тысячи лет и которую можно будет ремонтировать или заменять в глубинах космоса. Необходимы новые физические теории, технологии и материалы, позволяющие достичь скорости света. Эти серьёзные барьеры делают межзвёздные и межгалактические путешествия в настоящее время совершенно невозможными. По словам Роберта Тодда Кэрролла, сложно представить существ, которые способны преодолеть все эти препятствия для того, чтобы похищать жителей Земли, подвергать их сексуальному насилию, ставить над ними эксперименты, наносить увечья скоту, создавать «художественные» изображения на полях и доставлять банальные послания, вроде: «Цель самоусовершенствования должна быть духовной, а не материальной».

## Известные образы
Стереотипный образ инопланетян представляют зелёные человечки, маленькие человекоподобные существа (гуманоиды) с зелёной кожей, нередко — с антеннами или рожками на головах. Этот стереотип был популярен в середине XX века. Его почти сменил образ серых инопланетян — «греев», человекообразных существ с серой или зелёной кожей, огромными тёмными глазами, непропорционально крупной головой, низким ростом, длинными руками с тонкими пальцами; описывается полное отсутствие эмоций. Наиболее похожими на людей описываются норды, инопланетяне высокого роста с нордически «совершенными» чертами лица и телосложения. Популярным образом являются рептилоиды — гуманоиды, напоминающие земных рептилий. Часто упоминаются в теориях заговора.

## Мифология и массовая культура
Основаниями для веры в НЛО являются свидетельства предполагаемых очевидцев, желание доверять рассказчикам фантастических историй, тенденция игнорировать опровергающие факты, пренебрежительное отношение к оппонентам, которые, по мнению верящих в НЛО, могут скрывать правду, а также стремление установить контакт с высшими мирами.
По мнению философа Пола Курца, вера в инопланетян является явлением, родственным вере в сверхъестественных существ. Уфология рассматривается им как мифология космического века. Массы охотнее верят в инопланетян, чем в существование ангелов. Уфология является результатом творческого воображения и пригодна для поэтических и экзистенциальных целей. Это направление стремится приписать людям более древнее происхождение и дать более глубокий смысл пребывания в этом мире, является результатом «погони за тайной», надежды человека на трансцендентальную значимость.
По словам героя одного рассказа американского писателя Уильяма Гибсона, «я готов поверить в пришельцев, но только не в тех, которые один к одному выглядят как инопланетяне из комиксов пятидесятых годов. Это — семиотические фантомы, осколки подспудных фантазий в рамках определенной культуры, которые откололись и обрели собственное бытие… Канзасским фермерам до сих пор постоянно видятся воздушные корабли Жюля Верна».
В 1960 году Мартин Коттмейер, занимавшийся расследованием похищения инопланетянами, описал тенденцию выдавать иллюзорное за реальное. Образы инопланетян могут быть почерпнуты из передач, сериалов, комиксов и других произведений массовой культуры. Отмечаются подобия между образами пришельцев из ранних научно-фантастических фильмов и описаниями «похитителей» в рассказах о «похищениях», что может свидетельствовать о культурном происхождении сообщений. Барни Хилл, один из «похищавшихся инопланетянами», в числе прочего сообщил, что пришельцы имели очень «большие всеохватывающие глаза». За 12 дней до его рассказа в одной из серий американского телесериала «За гранью возможного» был показан пришелец именно с такими глазами. Обычно инопланетяне описываются как низкорослые, безволосые существа с большим черепом и маленьким подбородком, с кожей белого, серого или зелёного цвета, большими раскосыми глаза, заострёнными ушами или вовсе без ушей. Все эти основные признаки присутствуют в популярном американском фильме «Бак Роджерс в XXV веке», снятом режиссером Дэниелом Хэллером в 1979 году.

## Уфология
Основной гипотезой, предлагаемой уфологией, является гипотеза внеземного происхождения НЛО.
В среде уфологов имеются лица, называющие себя «контактёрами», которые утверждают, что они входили в физический или психический контакт с инопланетянами. Другие люди описывают посещение ими «летающих тарелок» и путешествия на этих летательных аппаратах вместе с пришельцами.
Некоторые уфологи осуществляют интерпретацию исторических событий в ключе свидетельств посещения Земли инопланетянами в прошлом (в том числе идея палеоконтакта).

## «Тела инопланетян»
Одним из наиболее известных событий, связываемых с инопланетянами, является Розуэлльский инцидент, предполагаемое крушение НЛО близ города Розуэлл в штате Нью-Мексико, США в июле 1947 года. На ранчо недалеко от деревни Короны, штат Нью-Мексико офицерами ВВС США с авиабазы Розуэлл были обнаружены металлические и резиновые обломки. 8 июля 1947 года авиабаза Розуэлл выпустила пресс-релиз, в котором говорилось, что они обнаружили «летающий диск». Армия быстро отказалась от заявления и вместо этого заявила, что разбившийся объект был обычным метеозондом. Инцидент не был широко обсуждаемым до конца 1970-х годов, когда майор в отставке Джесси Марсел в интервью уфологу Стэнтону Фридману заявил, что, по его мнению, обнаруженные им обломки были внеземными. Его история получила широкое распространение среди энтузиастов темы НЛО и уфологов и упоминается в нескольких документальных фильмах. В феврале 1980 года таблоид The National Enquirer взял собственное интервью у Марсела, которое способствовало ещё более широкой популяризации инцидента.
Инцидент стал основой для теорий заговора, утверждающих, что обломки обладают необычными свойствами, представляют собой результат крушения «летающей тарелки», а эта информация скрывается правительством Соединенных Штатов. В различных публицистических источниках популярна версия, согласно которой объект был внеземным кораблём, а его пилот являлся инопланетянином, которого правительство США захватило и засекретило.
В 1994 году ВВС США опубликовали отчёт, в котором разбившийся объект был идентифицирован как аэростат из проекта «Могол» для наблюдения за ядерными испытаниями.
Событие стало одним из самых известных «паранормальных явлений» в американской поп-культуре. Связанные с этим событием теории заговора продолжают распространяться, и тема вызывает интерес в популярных СМИ. Инцидент был описан как «самое известное в мире, наиболее тщательно расследованное и наиболее тщательно опровергнутое заявление об НЛО». Благодаря инциденту название города Розуэлла часто ассоциируется с НЛО. Город извлёк выгоду из этого события. На официальной печати города теперь изображён маленький зелёный человечек. Здесь имеются многочисленные уфологические достопримечательности, статуи и изображения, проводятся уфологические мероприятия.
Часто объектом массового интереса становятся предметы, заявленные как черепа, скелеты или мумии инопланетян или неких земных разумных существ. За такие останки обычно выдаются: скелеты плодов или новорождённых детей с патологиями («гуманоид Атакамы», «кыштымский карлик» и др.); черепа с патологиями, такими как гидроцефалия (Звёздный ребёнок, череп, найденный в 1930 году в Мексике и др.); разрушенные черепа различных животных (например, выданные за останки неизвестных существ два разломанные черепа горных козлов из адыгейской пещеры); черепа с искусственными деформациями, часто удлинённые — неумышленные, умышленные или патологические (скафоцефалия, акрокефалия или акромегалия) деформации детских черепов встречаются часто в разных культурах; результат фотомонтажа.

## Результаты опросов
По данным опроса института Гэллапа, который был проведён в конце XX века, в посещение людей пришельцами, верили около одной трети американцев — на 5 % больше, чем по данным на конец 1980-х годов). В ходе опроса агентства Ропера в начале 1990-х годов, 3 % американцев заявили, что инопланетяне их похищали. Согласно данным опроса того же агентства Ропера в 1999 году 80 % американцев считало, что правительство США скрывает информацию об инопланетных пришельцах.
По данным Российской газеты, в 2012 году 77 % американцев были уверены, что инопланетяне посещали Землю, а 80 % считали, что правительство США скрывает от людей правду об НЛО. В это же время в России верили в визиты пришельцев только 25 % людей. По данным ВЦИОМ на 2017 год, подозревали власти в сокрытии правды о внеземных цивилизациях 18 % россиян. При этом в исследовании ВЦИОМ отмечается, что у опрошенных, допускающих существование пришельцев, был низкий уровень образования (например, 77 % заявивших о недоверии к учёным, не закончили школу), в то время как по мере роста образовательного уровня опрошенных популярность идей о пришельцах снижалась. По данным директора ВЦИОМ Валерия Фёдорова, каждый сотый россиянин (1 %) опасается возможного вторжения инопланетян.